# キャラロー
キャラロー（英:Carraroe、アイルランド語：An Cheathrú Ruaアン・ヒャハル・ルア、「赤い4分の1」の意) はアイルランド共和国ゴールウェイ県の村の1つ。コネマラのゲールタハトと呼ばれるアイルランド語使用地域に位置し、ゴルウェイ・フッカーと呼ばれる伝統的な漁船で知られている。人口はグレートマンズ湾（Cuan an Fhir Mhóir）とカスラ湾に挟まれたキャラロー半島に広く分散する。浜は珍しく珊瑚が生息する。

## ゴルウェイ・フッカー
ゴルウェイフッカーGalway Hookers（フイキェーリー・ナ・ガリヴァHúicéirí na Gaillimhe）はアイルランド伝統の特有な形をした船で、キャラローはその一大中心地といわれる。主なものにボイジ・ヴォイルBáid Mhóir（大船）とリャハヴォイジLeathbháid（半船）があり、当初は泥炭をコネマラからアラン諸島とクレア県のバレンへ運ぶのに使用されたが現在はそれらの泥炭は使われていない。さらに小さな船はグリョーチョーガといい、伝統的に漁に使われている。今日ではこれらの船の主な使用目的は競漕で、コネマラの沿岸には沢山のレガッタが行なわれている。有名な船にアン・スラホーンAn Sruthánの波止場のアン・ヴァイジャン・ヴァラAn Mhaighdean Mhara（人魚）と半島の反対側のマク・ドゥアハMac Duachがある。村の近くにある湖（Loch an Mhuillin）ではカラッハ（網代舟）レースが行なわれる。毎年クラニュー・ナ・モイッジCruinniú na mBáidの祭りではゴールウェイ湾をキャラローからキンヴァラまで横断する伝統のレースが行なわれている。

## アイルランド語
アイルランド語（コナハト方言）がこの村の主要言語となっており、コネマラ･ゲールタハトでも最大
アイルランド語使用地域となっている。だがしかし近年はゴールウェイからの西への通勤者や英語のテレビ番組、歌、映画などにより確実に侵食されてきており、特に若者の間では英語が支配的になっている。村内には二つのサマースクールがあり英語を話すアイルランド中の中学生がアイルランド語学習のために地元の家庭へホームステイして通う。キャラローはアイルランド語によるメディアの中心でもあり、国営のアイルランド語新聞、フォンシャFoinseはこの村に本社を置いている。また、アイルランド語のラジオ局ラジオー・ナ・ゲールタハタRaidió na Gaeltachtaは隣村のカスラCaslaに、アイルランド語によるテレビ局TG4はすこし東へ行ったバリナハウンBaile na hAbhannにある。教会の礼拝もアイルランド語のみで行なわれる。

## オーラス・ウォイルチーン・ウィ・ホイン
アイルランド国立大学ゴールウェイ校アイルランド口語学部Oifig na Gaeilge Labharthaのゲールタハト・センターの1つ、オーラス・ウォイルチーン・ウィ・ホインÁras Mháirtín Uí Chadhainがこの村にある。1977年開設され、学生だけではなく海外からの学習者も受け入れている。センターの名前は現代アイルランド語の小説Cré na Cille ('The Church-Yard Clay')の作者モイルチーン・オー・ホインMáirtín Ó Chadhainの偉業を記念したものである。